# Uncula tristigmatias
Uncula tristigmatias är en fjärilsart som beskrevs av George Francis Hampson 1902. Uncula tristigmatias ingår i släktet Uncula och familjen nattflyn. Inga underarter finns listade i Catalogue of Life.